# Генеральна конференція мір і ваг
Генеральна конференція мір і ваг (фр. Conférence générale des poids et mesures) — одна з трьох організацій, заснованих для підтримки міжнародної системи фізичних одиниць, як визначено метричною конвенцією 1875 року. До складу учасників конференції входять 52 держави з повним членством і 26 — з асоційованим членством.
Періодичність і місце проведення засідань керівного органу: Проводиться не менш ніж один раз на чотири роки у Парижі (Франція).
Адреса штаб-квартири міжнародної організації: Pavillion de Breteiul FR 92312 Sevres cedex Frans, Paris, France

## Конференції ГКМВ
| Перша [Архівовано 18 червня 2007 у Wayback Machine.] (1889)    | Визначено міжнародний прототип кілограма, виготовлений із сплаву платини й іридію. Прототип зберігається в Міжнародному бюро мір і ваги. Проголошено міжнародний еталон метра. |
| Друга [Архівовано 16 жовтня 2007 у Wayback Machine.] (1897)    | Жодних резолюцій не було прийнято. |
| Третя [Архівовано 16 жовтня 2007 у Wayback Machine.] (1901)    | Переозначено літр як об'єм кілограма води. Уточнене означення кілограма як одинці маси, означено «стандартну вагу», визначено стандартне прискорення вільного падіння, запроваджено використання грама сили. |
| Четверта [Архівовано 16 жовтня 2007 у Wayback Machine.] (1907) | Прийнято означення карата як 200 мг. |
| П'ята [Архівовано 16 жовтня 2007 у Wayback Machine.] (1913)    | Запропоновано міжнародну шкалу температур. |
| Шоста [Архівовано 16 жовтня 2007 у Wayback Machine.] (1921)    | Переглянуто метричну конвенцію. |
| Сьома [Архівовано 16 жовтня 2007 у Wayback Machine.] (1927)    | Створено консультативну комісію з електрики. |
| Восьма [Архівовано 17 жовтня 2007 у Wayback Machine.] (1933)   | Визначено потребу в абсолютних електричних одиницях. |
| Дев'ята [Архівовано 16 жовтня 2007 у Wayback Machine.] (1948)  | Визначено ампер, бар, кулон, фарад, генрі, джоуль, ньютон, ом, вольт, ват, вебер. Вибрано назву для градуса Цельсія. Мала літера l затверджена як позначення літра. Як кому, так і крапку було прийнято як позначення десяткової частини. Замінено символи для стера і секунди [Архівовано 23 жовтня 2007 у Wayback Machine.]. Пропонувалося, але не було затверджене загальне повернення до довгої системи нумерації. |
| Десята [Архівовано 16 жовтня 2007 у Wayback Machine.] (1954)   | Означено кельвін та стандартну атмосферу. Почалося встановлення Міжнародної системи одиниць (метр, кілограм, секунда, ампер, кельвін, кандела). |
| 11-та [Архівовано 16 жовтня 2007 у Wayback Machine.] (1960)    | Метр перевизначено через довжину хвилі світла. Прийнято одиниці: герц, люмен, люкс, тесла. Нова метрична система отримала назву SI, «the modernized metric system». Підтверджено вживання префіксів піко-, нано-, мікро-, мега-, гіга- та тера-. |
| 12-та [Архівовано 16 жовтня 2007 у Wayback Machine.] (1964)    | Повернено початкове означення літра як 1 дм3. Затверджено префікси атто- та фемто-. |
| 13-та [Архівовано 16 жовтня 2007 у Wayback Machine.] (1967)    | Перевизначено секунду як тривалість 9 192 631 770 періодів випромінювання, що відповідає переходу між двома надтонкими рівнями основного стану цезію-133 при температурі 0 K. Градус Кельвіна перейменовано в кельвін. Змінено означення кандели. |
| 14-та [Архівовано 16 жовтня 2007 у Wayback Machine.] (1971)    | Визначено нову основну одинцю SI — моль. Затверджено одиниці паскаль, сіменс. |
| 15-та [Архівовано 16 жовтня 2007 у Wayback Machine.] (1975)    | Затверджено префікси пета- та екса-. Запроваджено радіологічні одиниці грей та бекерель. |
| 16-та [Архівовано 16 жовтня 2007 у Wayback Machine.] (1979)    | Визначено одиниці кандела, зіверт. Затверджено використання для позначення літра символів l та L. |
| 17-та [Архівовано 16 жовтня 2007 у Wayback Machine.] (1983)    | Метр визначено через швидкість світла. |
| 18-та [Архівовано 16 жовтня 2007 у Wayback Machine.] (1987)    | Прийнято договірне значення для сталої Джозефсона, KJ, та сталої фон Клітцинга, RK, готуючись до перевизначення ампера й кілограма. |
| 19-та [Архівовано 16 жовтня 2007 у Wayback Machine.] (1991)    | Запроваджено нові префікси йокто-, зепто-, зета- та йота-. |
| 20-та [Архівовано 16 жовтня 2007 у Wayback Machine.] (1995)    | Додаткові одиниці SI радіан та стерадіан стали похідними одиницями. |
| 21-ша [Архівовано 16 жовтня 2007 у Wayback Machine.] (1999)    | Затверджено нову одиницю SI катал = моль за секунду для каталітичної активності. |
| 22-га [Архівовано 16 жовтня 2007 у Wayback Machine.] (2003)    | Підтверджено вживання коми або крапки для позначення десяткової частини, але не для групування символів з метою полегшення читання: «числа можуть бути розділені на трійки для полегшення читання, ні крапки, ні коми не вставляються в проміжки між групами». |
| 23-тя [Архівовано 7 червня 2011 у Wayback Machine.] (2007)     | Роз'яснення щодо кельвіна та ідеї щодо перевизначення деяких основних одиниць SI. |
| 24-та [Архівовано 30 січня 2012 у Wayback Machine.] (2011)     | Затверджено проект майбутнього переозначення основних одиниць Si. |
| 25-та [Архівовано 16 жовтня 2020 у Wayback Machine.] (2014)    | Обговорювалось перевизначення кілограма через сталу Планка, але рішення не було ухвалене. Відзначено прогрес у підготовці перевизначення основних одиниць. Було зроблено висновок, що запропоновані дані ще не є достатньо надійними. Заохочуються подальші зусилля щодо вдосконалення даних, так щоб на 26-му засіданні можна було б прийняти резолюцію щодо перевизначення основних одиниць SI                       |
| 26-та [Архівовано 19 вересня 2019 у Wayback Machine.] (2018)   | Переглянуто визначення одиниць SI кілограм, ампер, кельвін та моль через відповідні фундаментальні стали: Планка, елементарний заряд, Больцмана та Авогадро, оновлені значення яких також було затверджено. |

## Участь України у Генеральній конференції з мір та ваг
- Дата набуття Україною членства: 09.08.2002 р.;
- Підстава для набуття членства в міжнародній організації: Доручення КМУ від 17.12.01 № 18478/45;
- Статус членства: Асоційований член;
- Характер фінансових зобов'язань України: Сплата щорічного членського внеску;
- Джерело здійснення видатків, пов'язаних з виконанням фінансових зобов'язань: Державний бюджет України;
- Вид валюти фінансових зобов'язань: Євро
- Обсяг фінансових зобов'язань України на 2017 рік: інформації немає;
- Центральний орган виконавчої влади, відповідальний за виконання фінансових зобов'язань: Міністерство економічного розвитку і торгівлі України.[7]

## Виноски
1. ↑  https://www.bipm.org/en/worldwide-metrology/cgpm/
2. ↑  https://www.bipm.org/fr/worldwide-metrology/cgpm/
3. ↑  https://www.bipm.org/en/about-us/
4. ↑  https://www.bipm.org/en/access
5. ↑  Архівована копія. Архів оригіналу за 26 вересня 2007. Процитовано 30 січня 2011.{{cite web}}:  Обслуговування CS1: Сторінки з текстом «archived copy» як значення параметру title (посилання)
6. ↑  As of Today, the Fundamental Constants of Physics (c, h, e, k, NA) Are Finally… Constant!. Архів оригіналу за 19 листопада 2018. Процитовано 16 листопада 2018.
7. ↑  Єдиний державний реєстр міжнародних організацій, членом яких є Україна станом на 01.01.2017. Архів оригіналу за 9 вересня 2017. Процитовано 10 вересня 2017.